# An = Anum
An = Anum – ważne dzieło piśmiennictwa babilońskiego, największa zachowana lista wymieniająca imiona mezopotamskich bóstw. Spis ten, zapisany pismem klinowym na siedmiu tabliczkach, skompilowany został najprawdopodobniej ok. 1300-1100 r. p.n.e., w czasie panowania w Babilonii dynastii kasyckiej. Lista zawiera ok. 2000 imion, zapisanych na każdej tabliczce w dwóch kolumnach: w kolumnie lewej umieszczone zostały imiona bóstw sumeryjskich, a w kolumnie prawej imiona ich akadyjskich odpowiedników. Nazwa listy pochodzi od pierwszej linijki tekstu, która stwierdza, iż sumeryjskiemu bogu An odpowiadać miał akadyjski Anum. Na tabliczkach I-IV bóstwa pogrupowane zostały w uporządkowany sposób w „rodziny” w oparciu o zasadę starszeństwa - i tak mamy tu kolejno „rodzinę” boga Anu, boga Enlila, bogini Ninhursagi, boga Ea, boga Sina, boga Szamasza, boga Adada i bogini Isztar. W każdej „rodzinie” imię głównego boga podawane było na początku, następnie podawano imię jego małżonki (lub małżonka w przypadku Ninhursagi i Isztar), następnie jego dzieci, kończąc na pomniejszych bóstwach z jego świty. W wielu przypadkach, jeżeli dzieci głównego boga miały też swoje rodziny, to one również włączane były do „rodziny” głównego boga. I tak na przykład rodzina boga Ninurty, syna Enlila, umieszczona została w „rodzinie” Enlila, a rodzina boga Marduka, syna Ea, umieszczona została w „rodzinie” Ea. Począwszy od V tabliczki lista traci swój uporządkowany charakter, a kolejne „rodziny” czy też grupy bóstw wydają się już być umieszczane w niej w sposób przypadkowy (np. grupa bóstw z Lagasz, na czele z Ningirsu, utożsamianym z Ninurtą, pojawia się dopiero na tabliczce V, choć Ningirsu, podobnie jak Ninurta, uważany był za syna Enlila).

## Opracowania
- Litke, R.L. A Reconstruction of the Assyro-Babylonian God-Lists, An: dA-nu-um and An: Anu šá amēli, CDL Press, Bethesda 1998.